# Anders Holch Povlsen
Anders Holch Povlsen né le 4 novembre 1972 à Ringkøbing est un milliardaire danois, PDG et unique propriétaire de la chaîne internationale de vêtements Bestseller, une société fondée par ses parents. Il est le plus grand propriétaire privé individuel au Royaume-Uni et le plus grand propriétaire privé en Écosse. En 2018, Povlsen était le Danois le plus riche selon Forbes. Le 21 avril 2019, il perd trois de ses quatre enfants dans des attentats au Sri Lanka.